# 퍼펙트 싱어 VS
《퍼펙트 싱어 VS》는 tvN에서 방송된 리얼리티 텔레비전 프로그램이다.

## 진행 방식
- 일반적인 오디션 프로그램의 특성인 심사위원, 시청자 문자투표 등의 요소를 모두 빼고 V-스캐너라는 기계를 이용해 노래방처럼 점수를 내서 노래실력을 가리는 프로그램이다.
- 가수군단과 드림싱어 2팀으로 구성되며 각 팀에 속한 구성원이 받은 5명의 총점을 합해서 승패를 가린다.
- 승리팀의 최고점자는 MVP로 선정되며, 그 주의 MVP는 파이널 송으로 퍼펙트싱어에 도전한다.
- 도전곡으로 100점을 얻을 경우 금 100돈을 상금으로 받는다.중간에 틀리면 V-스캐너가 중단되면서 바로 도전에 실패한다.

(단, 11월 29일 방송이후로 틀린횟수에 따라 받을 수 있는 금의 양이 결정되도록 퍼펙트싱어 도전룰이 변경되었다)
- 골든프라이데이(2013년 11월 29일, 2014년 2월 21일) 특집에서는 1회~12회, 13회~24회까지 MVP를 수상한 출연자들이 나와서 금 100돈을 받기 위해 도전하였다. 여기서는 틀린 횟수에 따라 받을 수 있는 금의 양이 결정되며, 한번도 안틀리면 금 100돈, 1번 틀리면 50돈, 2번 틀리면 10돈, 3번 틀리면 5돈, 4번 틀리면 1돈, 5번 이상 틀리면 금을 가져가지 못한다.
- 실버프라이데이(2014년 1월 31일) 특집에서는 높은 점수를 얻었지만 MVP를 받지 못한 출연자들이 나와서 금 100돈을 받기 위해 도전하였다. 형식은 골든프라이데이 특집과 동일하며, 여기서는 틀린 횟수만큼 은 1000돈, 500돈, 100돈, 10돈이 주어진다.
- 실버프라이데이에선 도전자들은 도전하기 전에 룰렛을 돌려서 무반주, 블라인드, 무반주&블라인드 공격과 PASS를 직접 선택하게 된다.
- 23회(2014년 2월 7일)부터는 각 팀에게 주어졌던 찬스 카드가 사라지고 무반주, 블라인드, 무반주&블라인드 공격과 PASS를 도전자들이 직접 룰렛을 돌려 임의로 정해지게 된다.
- 25회(2014년 2월 21일) 방송을 마지막으로 잠시 재정비의 시간을 가지기 위해 종방한다.

## 방영 목록
| 순위 | 참가자                             | 금 획득 | 순위 | 참가자                  | 금 획득 |
| ---- | ---------------------------------- | ------- | ---- | ----------------------- | ------- |
| 1위  | 8회 <내 눈물 모아> 이세준          | 실패    | 7위  | 9회 <응급실> 김지수     | 실패    |
| 2위  | 11회 <No. 1> 나인뮤지스 세라       | 50돈    | 8위  | 7회 <Ι Love You> 안윤상 | 실패    |
| 3위  | 12회 <그립고 그립고 그립다> 신용재 | 1돈     | 9위  | 1회 <거위의 꿈> 성진환  | 실패    |
| 4위  | 5회 <서울의 달> 범키               | 실패    | 10위 | 3회 <미안해요> 이정     | 5돈     |
| 5위  | 10회 <아틀란티스 소녀> 이진우      | 실패    | 11위 | 6회 <벌써 일 년> 한경수 | 10돈    |
| 6위  | 4회 <그것만이 내 세상> 이예준      | 10돈    | 12위 | 2회 <어른아이> 범키     | 실패    |

| 순위 | 참가자                     | 은 획득 | 순위 | 참가자                             | 은 획득 |
| ---- | -------------------------- | ------- | ---- | ---------------------------------- | ------- |
| 1위  | 16회 <인연(이선희)> 벤     | 1000돈  | 7위  | 14회 <이젠 그랬으면 좋겠네> 강태을 | 10돈    |
| 2위  | 20회 <하루하루> 나아람     | 100돈   | 8위  | 9회 <응급실> 김재승                | 10돈    |
| 3위  | 8회 <To Heaven> 박진우     | 10돈    | 9위  | 19회 <서쪽 하늘> 이정              | 실패    |
| 4위  | 18회 <Ugly> 세미           | 실패    | 10위 | 5회 <넌 감동이었어> 송준석         | 실패    |
| 5위  | 10회 <인연(이승철)> 고유진 | 실패    | 11위 | 2회 <겁쟁이> 류태준                | 실패    |
| 6위  | 12회 <그 남자> 진정훈      | 실패    | 12위 | 1회 <나 가거든> 이사벨             | 실패    |

| 순위 | 참가자                           | 금 획득 | 순위 | 참가자                    | 금 획득 |
| ---- | -------------------------------- | ------- | ---- | ------------------------- | ------- |
| 1위  | 지정곡 <Let it go> 벤            | 실패    | 6위  | 20회 <하루하루> 혜이니    | 실패    |
| 2위  | 23회 <여전히 아름다운지> 장우람  | 5돈     | 7위  | 14회 <차마> 김원주        | 실패    |
| 3위  | 16회 <인연(이선희)> 홍진영       | 실패    | 8위  | 19회 <애인 있어요> 장은아 | 실패    |
| 4위  | 24회 <사랑보다 깊은 상처> 이미쉘 | 실패    | 9위  | 15회 <체인지> 이동윤      | 실패    |
| 5위  | 21회 <보고 싶다> 지세희          | 1돈     | 10위 | 18회 <Ugly> 레이나        | 실패    |

## TOP5 점수
| 순위 | 이름             | 회   | 방영 일자        | 노래                     | 점수   |
| ---- | ---------------- | ---- | ---------------- | ------------------------ | ------ |
| 1    | 벤(베베미뇽)     | 16회 | 2013년 12월 20일 | 이선희-인연              | 98.548 |
| 2    | 장우람           | 23회 | 2014년 2월 7일   | 김연우-여전히 아름다운지 | 98.049 |
| 3    | 홍진영           | 16회 | 2013년 12월 20일 | 이선희-인연              | 97.337 |
| 4    | 유성은           | 23회 | 2014년 2월 7일   | 김연우-여전히 아름다운지 | 97.310 |
| 5    | 이세준(유리상자) | 8회  | 2013년 10월 18일 | 서지원-내 눈물 모아      | 97.209 |

## 표절
일본 테레비 도쿄에서 2006년부터 방영하는 프로그램 가라오케 배틀과 포맷이 똑같아서 표절이라는 주장이 제기되었다. 퍼펙트 싱어와 가라오케 배틀은 기계를 이용해 음성, 박자, 바이브레이션 등을 측정하고 그 점수를 소수점 아래 세 자리까지 평가, 100점 만점을 목표로 하는 동일한 포맷을 사용한다. 또한 음정을 막대 그래프로 표시하는 그래픽도 가라오케 배틀과 똑같다. 이에 대해 tvN 제작진 측은 퍼펙트 싱어는 완전히 다른 포맷이며 표절이 아니라고 주장했다.